# 關心妍
關心妍（英語：Jade Kwan Sum-yin，原名關惠文，1979年7月31日—），香港女歌手。

## 簡介
關心妍出生於香港，籍貫廣東南海，4歲時因父母離異跟隨母親及外祖父母於長洲居住；1990年移居加拿大溫哥華，並在本拿比北中學（Burnaby North Secondary School）完成高中課程，及後攻讀，主修科學系藥劑學。1999年於全球華人新秀歌唱大賽（加拿大區總決賽）奪得冠軍，同年於中國上海進行的全球華人新秀歌唱大賽（總決賽）以王菲的一曲《臉》獲得“最具潛質獎”。其後加入BMA唱片公司，到2002年才正式出道。除歌唱外，她同時有鋼琴、結他及色士風的才華。
關心妍於2009年5月正式結束與BMA唱片公司10年的合約，並於2010年簽約何哲圖成立的唱片公司——星煥國際有限公司。她於2009年10月24日與任職金融界的楊長智在印尼峇里舉行婚禮。而臨近婚禮前的她於2009年9月10日至9月12日期間在伊利沙伯體育館舉行四場的《Shining as Star「妍」亮生命 音樂佈道會》為正生書院學生籌款。
2010年，關心妍推出她的全新大碟《A New Beginning》，在樂壇重新出發，其新歌《以身試愛》更為她帶來好成績。2011年約滿星煥國際，同年年中簽約星娛樂，而首支派台歌曲《仍然》於10月4日正式派台，後來更成為三台冠軍歌曲。在新歌派台後，唱片公司公佈取得2012年1月20日紅磡香港體育館檔期，為關心妍舉行出道10年第二次的紅館演唱會關心妍 Jade Sings 演唱會2012。2012年派台作品《在你名下》及《失戀哲理》都是冠軍歌曲，網上點擊率日益增多，受樂迷熱烈歡迎，其中前者是繼《仍然》後再為三台冠軍歌曲。9月30日，關心妍獲選為香港十大傑出青年。
2017年10月，關心妍為成立三年的「妍亮生命慈善基金」辦活動，幫助香港的問題青年。有鑒同年，香港接二連三發生青少年自殺事件，關心妍決定聯同支援心理輔導和治療的「全康澄心」，於十二月舉行慈善晚宴。接受訪問時表示這次活動，主要為兩個機構籌募開設服務中心的經費。而三年前成立的基金，特別關注青少年吸毒和戒毒問題，但現在的問題不是吸毒戒毒，是自殺，他們一行就行到最盡的一步，要阻止。晚宴主題是「重新站起來」，希望有問題的青少年遇到挫折都能夠「跌低都要識起身」，有困難更加要說出來，希望在香港和九龍區都開設中心，讓有情緒問題的人及時得到幫助。另外一個計劃，是開設兒童音樂教育中心，自己擔任音樂老師義教，幫助一些低收入的家庭，他們喜歡音樂的，自己可以教唱歌和一些樂器，用音樂和他們溝通，不過現在的租金比較貴，就算是慈善機構，都會遇到這個問題。

## 演藝生涯

### 2002年：BMA女新人王
1999年於全球華人新秀歌唱大賽（加拿大區總決賽）奪得冠軍，其後加入BMA唱片公司，到2002年才正式出道。2002年7月3日，關心妍推出首張個人專輯《Jade-1》，收錄首支派台歌曲《亂了情人》、《負擔不起》等，反應理想，並於12月20日推出第二張個人專輯《Jade-2》，收錄歌曲兩台冠軍歌曲《你有心》，特別版更收錄與蕭正楠的熱爆合唱歌曲《特別鳴謝》。新碟歌曲《負擔不起》，《你有心》等成功吸引年青男女，為日後發展打下強心針。
心妍於在2002年度香港樂壇四大電子傳媒頒獎禮中共奪得六個獎項。她憑《亂了情人》一曲獲得《2002年度十大勁歌金曲頒獎典禮》「最受歡迎國語歌曲獎 銅獎」。另奪各新人獎金獎，包括《新城勁爆頒獎禮2002》「新城勁爆新登場女歌手」、《2002年度叱咤樂壇流行榜頒獎典禮》「叱咤樂壇生力軍女歌手 金獎」、《2002年度十大勁歌金曲頒獎典禮》「最受歡迎新人獎（女）金獎」、《第二十五屆十大中文金曲頒獎音樂會》「最有前途新人獎（女歌手）金獎」。
2002年內推出的兩張唱片《Jade-1》及《Jade-2》分別取得當年的金唱片銷量，各賣得約3萬張及5萬張唱片。憑銷量成功，關心妍取得「2002年度IFPI香港唱片銷量大獎最暢銷本地女新人」。

### 2003年至2004年：首次獲得「優秀流行歌手大獎」及首個紅館演唱會
2003年4月16日，關心妍推出個人第三張專輯《Jade-3 關心…心妍》，收錄《優先訂座》、《我太強》等，特別版更收錄關心妍攀登澳門旅遊觀光塔創舉之片段《Jade Macau Tower》，值得一提，心妍是第一位成功攀登澳門旅遊塔的亞洲女性。憑著歌曲《負擔不起》，《放生》，《你有心》，《我太強》等熟悉度增加，公司在同年宣佈於2004年年頭為心妍舉行首個個人售票大型演唱會《Jade I Am Ready 關心妍演唱會2004》，是少有地出道兩年便在紅磡香港體育館開個人演唱會的香港女歌手。
2003年內派台的歌曲《特別鳴謝》、《優先訂座》、《拈花惹草》、《放生》、《假使我漂亮》取得電台及電視台的冠軍歌。其作品《優先訂座》更是個人第一首四台冠軍歌曲。
在2003年的各大電子傳媒頒獎禮中，再續2002年的強勢，橫掃各大頒獎禮。於《新城勁爆頒獎禮2003》中，憑《你有心》及《特別鳴謝》分別獲得「新城勁爆歌曲」和「新城勁爆合唱歌曲」。於《2003年度十大勁歌金曲頒獎典禮》中，也憑《特別鳴謝》獲得「最受歡迎合唱歌曲獎 金獎」。之後於《第二十六屆十大中文金曲頒獎音樂會》更首次獲得「優秀流行歌手大獎」及「飛躍大獎（女歌手）銅獎」。此外，她也獲頒《2003年度四台聯頒音樂大獎》「卓越表現大獎 銀獎」，事業達到巔峰。
憑其歌曲令人氣上升，心妍在2003年一口氣接拍五個產品的廣告，分別是泰林電器、BenQ MP3機、Pantene洗髮乳、排毒美顏寶、Hair Culture的代言人。
2004年2月20－21日，僅僅出道兩年，關心妍就在紅磡體育館首次舉行兩場個人大型售票演唱會《Jade I Am Ready 關心妍演唱會2004》，以《I Am Ready》為其演唱會的主題曲。是次演唱會採用三面台形式，並起用日本樂隊為演唱會的監制，放棄起用香港本地音樂監制為這次演唱會的監制。
《Jade I Am Ready 關心妍演唱會2004》為關心妍帶來很大迴響，舊公司BMA宣傳部同事乘勢把演唱會的花絮及往日本受訓片段交給無綫電視（TVB）的對手有線電視播放。此舉觸怒無綫並違反合約，因此TVB於3月起封殺BMA旗下所有歌手，禁止亮相該台，其後更改為封殺關心妍直至同年的6月為止。
惡搞潮文約於2004年11月開始在網上散播，儘管關心妍早已否認，但此文章仍不斷在網上回帶。有指這是瘋狂歌迷的報復行為，而在某些討論區則是網民惡作劇的行為。種種原因令關心妍事業跌入低潮期，特別是網上潮文炒作，令關心妍的形象嚴重受損，人氣大跌。同時，由於舊公司BMA當時正捧周麗淇上位，亦令關心妍在電視曝光率下降，音樂方面更停滯不前。雖然受各種原因影響，但她仍然堅持做音樂的理想，堅決出碟。《The 5th Element》是第五張唱片，原本在2004年12月推出，但因製作延誤，最後於2005年1月推出。收錄低潮期的熱播作品《慘得過我》。

### 2005年至2007年：無綫封殺及家姐潮文致低潮時期
被封殺後，關心妍重新出發，在歌路上更有很大的突破。其作品《粉筆字》更是道出心底話，希望各方也對她曾經的事當粉筆字抺去一樣，重頭來過。其新碟另一首作品《玉石樂隊》更採用《優先訂座》的班底，歌風大膽，是關心妍少唱的爵士樂類型。此曲於各大電子傳媒取得不錯的成績，更打入903專業推介的亞軍位置。第六隻唱片《Jade Loves...》於2006年5月3日推出。
2006年6月23日，於九龍灣國際展貿中心舉行一場小型音樂會，名為《關心妍 Jade Loves...音樂會》。此音樂會是配合新碟而舉行的，亦是繼《Jade I Am Ready 關心妍演唱會2004》後的一次音樂會。
2007年的3月中旬及5月中旬分別派了新碟《Lost & Found》的第一及第二主打《指南針》和《送舊迎新》。這兩首作品在各大電子傳媒取得平平的成績。新碟第三主打《如何離開你》派出後，旋即成為香港電台歌曲龍虎榜的冠軍歌(於第三周成為冠軍歌)，更是關心妍久違的香港電台冠軍歌。《如何離開你》有望成為金曲，但鑑於同年的作品如吳雨霏的《逼得太緊》、鄧麗欣的《電燈膽》和陳奕迅的《富士山下》等風頭蓋過《如何離開你》，故無望成為當年的金曲，但這曲是關心妍低潮期中的奇葩。
鑑於歌曲《如何離開你》的成功，令關心妍重上久違2年的頒獎台。雖然她沒有取得任何大獎，但憑《如何離開你》獲得《新城勁爆頒獎禮2007》「新城勁爆歌曲」及「新城勁爆原創歌曲」，更獲得《2007年度十大勁歌金曲頒獎典禮》「2007年度傑出表現獎 銀獎」，這獎項是繼2004年無綫封殺後重奪的第一個獎項。

### 2008年：首次獲得「十大勁歌金曲」及祝賀關菊英得獎
專輯《最愛 Jade.i》是關心妍第九張大碟，「最愛」的發音與「Jade i」發音相近，加上「I」是在英文字母出排行第九，意味著關心妍的第九張專輯。大碟收錄派台歌《毋忘我》、《龐貝21世紀》及《如有雷同》等作品。其中《龐貝21世紀》是她第一首以搖滾作為元素的派台歌曲，曲風比以前的樂曲更為突破。《龐貝21世紀》派台後，成為了香港電台歌曲龍虎榜及無綫電視勁歌金曲的冠軍歌。雖然《如有雷同》無緣登上四大媒體的排行榜，但《如有雷同》於2008年是其中一首卡拉OK點播率高的歌曲之一。
於《2008年度十大勁歌金曲頒獎典禮》中，當司儀安排關菊英上頒獎台頒發「傑出表現獎銅、銀、金獎」，關菊英表示不好意思宣佈自己奪金獎而交給曾志偉宣佈，當曾志偉宣佈關菊英奪得「傑出表現獎金獎」，關菊英從曾志偉手上接過獎座時，關心妍誤以為自己得此獎而走下頒獎台擁抱關菊英及緊握關菊英手上獎座，令曾志偉始料不及及恥笑關心妍，崔建邦詢問關心妍：「你做咩咁踴躍跑出來? 關菊英喎。」關心妍一臉尷尬掩面狂笑，最終崔建邦打圓場說：「唔緊要，佢出來為你興奮，祝賀下菊姐，大家都姓關，來擁抱一下先，恭喜哂。」；巧合地，緊接派發第四首「十大勁歌金曲獎」時，得獎者為關心妍，全場歌手站立拍掌表示支持，關心妍憑《龐貝21世紀》奪得個人出道6年以來第一首「十大勁歌金曲獎」。同樣《龐貝21世紀》也奪得《新城勁爆頒獎禮2008》「新城勁爆歌曲」。

### 2009年：結婚
2009年，關心妍結婚前於伊利沙伯體育館舉行一連三場《Shining as Star「妍」亮生命 音樂佈道會》，是次音樂佈道會是為正生書院籌款，更邀請森美作主持及好友梁詠琪，歌唱老師杜麗莎作表演嘉賓。
關心妍完成一連三場《Shining as Star「妍」亮生命 音樂佈道會》，與金融界才俊楊長智結婚，共諧連理。婚後關心妍一度考慮是否放下音樂事業。
首張福音專輯《妍亮 SHINE》於2009年9月10日推出，收錄福音歌曲《愛是不保留》、《這是什麼道理》、《世代之初》等。《世代之初》更找來繞舌歌手MC Jin伴唱。《愛是不保留》在YouTube的點擊率更超過100萬，是關心妍所有歌曲中最高點擊率的作品。

### 2010年至2012年：首次獲得「十大中文金曲」及「新城勁爆女歌手」
關心妍與BMA結束10的賓主關係，轉為加盟何哲圖新成立的唱片公司星煥國際有限公司，並成為新公司的一姐。心妍婚後重新出發，於2010年8月推出改編歌曲《重新出發》，此歌曲改編自劉力揚的《禮物》，此曲派台後，成為了香港電台歌曲龍虎榜及新城電台勁爆本地榜的冠軍作品，其歌曲的音樂錄像（MV）在YouTube的點擊率更高達63萬，是她歌曲中鮮少的高點擊率。
繼《重新出發》後，第十張專輯《A New Beginning》第二主打《以身試愛》派台，此曲憑高音及難度高作賣點，重新引起樂迷注意。此曲同樣地成為了香港電台歌曲龍虎榜及新城電台勁爆本地榜的冠軍作品，於年尾各大電子傳媒頒獎禮中取得佳績。
2010年派台的兩首作品成績超卓，關心妍憑《以身試愛》奪得《第三十三屆十大中文金曲頒獎音樂會》「十大中文金曲」，是她首個《十大中文金曲頒獎音樂會》獎項。在《新城勁爆頒獎禮2010》中亦取得三個獎項，分別是憑《重新出發》獲得「新城勁爆歌曲」及獲得「新城勁爆女歌手」與「新城勁爆演繹大獎」，其中「新城勁爆女歌手」更是心妍首次奪得有關女歌手的獎項殊榮。另外，憑《重新出發》取得《2010年度十大勁歌金曲頒獎典禮》「最受歡迎改編歌曲獎」。2010年是關心妍近年獲得較多音樂獎項的一年，亦是她演藝生涯的中興。
關心妍與星煥國際有限公司簽下兩年合約，但基於星煥沒有履行承諾為關心妍舉行演唱會，關心妍之後和星煥解約，同年年中加盟星娛樂。
關心妍熱愛義工服務，於事業低潮期時開始接觸義務工作，從事義務工作接近6年，終獲得第四屆「香港傑出義工獎」，更是首位香港歌手獲得此殊榮。關心妍以歌手身份參與慈善活動，她堅持1個月至少參與4次義務工作，希望讓人拾回希望，特別是幫助青年人遠離毒品。
關心妍加盟星娛樂後第一首派台歌曲《仍然》於2011年10月派台，用兩個月時間把作品打入各大電子傳媒的冠軍位置。分別取得香港電台歌曲龍虎榜、新城電台勁爆本地榜及無綫電視勁歌金曲的冠軍位置，是關心妍出道9年第一首三台冠軍歌。另外，其作品的MV於YouTube的點擊率更高達80萬，是心妍的所有歌曲的點擊率之中第二高的作品。作品《仍然》繼2008年的《龐貝21世紀》後，第二首奪得無綫電視「2011年度十大勁歌金曲獎」。
《關心妍 Jade Sings 演唱會2012》是關心妍繼2004年《Jade I Am Ready 關心妍演唱會2004》相隔8年後的第二個紅館演唱會，對心妍意義重大。是次演唱會於2012年1月20日演出，雖演出一場，但口卑甚佳，演唱會過後更掀起討論區一番熱烈討論。演唱會採用三面台設計，邀請了好友張智霖、草蜢及關淑怡作特別嘉賓，演唱出道以來多首經典曲目，如《你有心》、《放生》、《我太強》、《手下敗將》及《仍然》等作品。演唱會當日更推出第十一張專輯及出道以來第一張個人EP《仍然》，全碟收錄4首歌曲，於演唱會當日發售。是次演唱會的主題曲為《在你名下》，此曲與《仍然》一樣成為三台冠軍歌。
鑑於版權問題，唱片公司星娛樂沒有把《關心妍 Jade Sings 演唱會2012》製作成DVD和CD出售，因此掀起一班樂迷把演唱會片段上載至YouTube，關心妍在演唱會中演唱的「失戀五步曲」更高達近30萬點擊率。另外她演唱別人的歌曲《那誰》、《螞蟻》、《我本人》及《My Love My Fate》 Medley 片段更高達近45萬次點擊率。
關心妍熱愛義工服務，終於在2012年9月30日獲得「十大傑出青年2012」，是繼陳慧琳、梁詠琪、楊千嬅及謝安琪後，第五位香港女歌手奪得此項殊榮。
《失戀哲理》於各大平台亦取得優秀成績，橫掃多個獎項，更於Neway熱唱榜更佔據數星期冠軍熱唱位置。關心妍於10月12日推出同年第二隻專輯《Pause》，收錄六首全新作品及三首已收錄在EP《仍然》的作品，合共9首作品。《Pause》推出後，旋即打入香港唱片商會銷量榜第二位，及多個星期的HMV唱片銷量榜冠軍位置，總銷量及超過1萬隻，獲金唱片銷量殊榮。關心妍更於9月21日在九龍灣國際展貿中心舉行同一年內第二個演唱會，但是次演唱會屬小型音樂會，與Neway合辦。關心妍亦於2012年度的各大頒獎禮憑《失戀哲理》獲得多個獎項，分別獲得新城勁爆歌曲、十大勁歌金曲等。另外，她更三度蟬聯新城勁爆女歌手。在《第35屆十大中文金曲頒獎音樂會》食白果後，表示對樂壇頒獎禮失望，決定往後不再參與樂壇頒獎禮。3月下旬，關心妍再表示宣佈終止退出，續約唱片公司。她推說老闆太有誠意，其丈夫也同意，推無可推。

### 2013年至2015年
2014年3月6日，在YouTube上出現了一首由神秘歌手C-12主唱的歌曲《愈來愈正常》，MV由暱稱「細細粒」的陳嘉佳主演，內容非常大膽，引起了大眾的注意，並且開始猜測其真正身分。同月月底，再推出新歌《揀一個死法》，歌詞極為創新。兩者同獲很高的點擊率。事隔一個月的4月22日，關心妍召開記者招待會，正式揭露其為C-12，並於同日推出久違的全新派台作品《罪名》。
6月份推出C-12的EP後，持續幾個月的C-12計劃暫告一段落。事隔3個月，關心妍再次以自己的身份推出由周柏豪及陳詠謙聯手打造的全新歌曲《逆來順受》。心妍相隔兩年，於11月28及29日假九龍灣國際展貿中心Star Hall再次舉行演唱會，名為「關心妍 【說】演唱會 2014」。
2015年上半年，開心妍打造全新輕快歌曲《關家姐》，以2004年高登網路潮文「關心妍搞到我家姐冇左份工」為為引子，講述關心妍近十多年來一直受潮文影響，儘管自己已多次否認並非文章的主角，但每次文章重新遭轉發，記者又會要她回應。歌曲由周錫漢作曲，C君填詞。歌曲首播後引來很大的網絡回響，不少網民提議再造一首歌曲是關於關心妍搶獎事件。
2015年下半年，關心妍推出由張家誠作曲，黃偉文填詞的歌曲《人生銀行》。這首歌曲的填詞人黃偉文對上一次為關心妍作詞的作品已經是2005年The 5th Element內的歌曲《來者不拒》，事隔10年，他們再度合作炮製新曲。
「關心妍【說】演唱會 2014」落幕後一年，公司決定為她在澳門百老匯舞台加開一場演唱會，是次更是她在澳門舉辦的首場個人演唱會。

### 2016年至2020年：淡出時期
2016年2月，關心妍正式宣佈懷孕，並於7月23日誕下女兒楊榮心（Jovia）。心妍亦於懷孕期間推出了久違的全新慘情作品《空心人》，歌曲由江海迦作曲林若寧填詞。另外，女兒出生後的第四天（即7月26日），推出了由吳業坤和Cousin Fung攜手作曲填詞的溫馨小品《Smile》。繼而公司在8月10日為心妍推出了出道以來第14張個人專輯《Smile》，其專輯更是她首張全碟所有歌曲均派台之專輯。
自2016年7月誕下女兒楊榮心，心妍暫時放下歌手身份，除偶爾出席義工活動，其餘時間都專心擔任全職母親照顧女兒。心妍亦不時會上傳與女兒的合照，與歌迷們分享當媽媽的喜悅。直至Jovia滿一歲，心妍才計劃為早前成立的妍亮生命慈善基金舉辦籌款活動，以幫助抑鬱症人士及邊青學生。該活動更獲容祖兒、草蜢、許廷鏗等藝人朋友拍片支持。
曾因強奪獎項事件而為人「津津樂道」的關心妍於無綫節目《流行經典50年》亮相並演唱當時引起誤會、由關菊英主唱的歌曲〈講不出聲〉。而網民一致認為有勇氣之餘亦十分有氣量。
2018年6月，準備復出的關心妍親手製作懸浮蛋糕慶祝老公楊長智的生日，並上載片段到社交平台。
2018年，與「香港創意藝術治療中心」兩位著名音樂治療師梁曉盈和何顯斌一起合作，開設的音樂治療學院「Shining Life Music」將於8月啟動計劃，將會提供課程教授唱歌技巧。
2019年，關心妍決定重投歌手身份舉行入行18年首個內地巡迴演唱會「Touching Moment Concert Tour」，七月十三日會於廣州舉行首站，然後會到深圳、東莞和佛山等地進行巡唱。
6月15日心妍推出久違3年的全新國語單曲《時刻》（關心妍時刻觸動演唱會2019主題曲）。
同年10月24日，關心妍與老公結婚十週年紀念。 12月28日，關心妍於東莞舉行《時刻觸動世界巡迴演唱會》，開騷前聲帶出血，幸無大礙。

### 2021年至今：出道20週年計劃
自愛女楊榮心出生後，一直主力照顧家庭的心妍再次帶著久違5年的全新廣東作品《腍》強勢回歸樂壇。派上獨唱版本後一個月，更推出與全民造星3十強之一綽號「神經刀」陳宗澤合唱的Acoustic版本。其後亦相繼推出自己作曲及監製歌曲《愛的告別式》，和第三主打《原諒的力量》。繼而於12月17日推出全新廣東專輯《Emergence》。
2022年4月19日，心妍在社交平台正式宣佈將於同年6月份，在香港紅磡體育館舉行出道20週年演唱會。令一眾歌迷們高呼期待。
同年6月4～5日，心妍舉行了久違10年的紅館演出，並且是她出道以來首次開四面台演唱會。唯由於疫情關係，只能開售百分之五十的座位，但仍然號召了各歌迷到場支持。是次演唱會以「約定」為主題，由「舊約」、「失約」、「新約」、「赴約」及「相約」貫穿整個歌單，大唱三十多首經典歌曲，一如往常地大獲好評。值得一提的是，在「相約」環節中，心妍以組曲型式，精心挑選了20年來甚少公開演唱的冷門歌曲，令歌迷們都感到驚喜不已。
事隔一年，關心妍再次成功申請紅館演唱會檔期，於2023年4月20日舉行了「關心妍 妍亮生命慈善演唱會2023」。有別於過往的演唱會，這次是以慈善活動的方式舉行。一向熱愛行善的她更自掏腰包，邀請一班低層家庭一同入場感受紅館演唱會現場氣氛。為迎合是次演唱會，她亦推出了由自己原名命名的全新單曲《再見關惠文》。
2023年12月，關心妍正式簽約索尼音樂娛樂中國控股，並推出全新國語單曲《展信快樂》，寄寓自己在音樂上重新展開新的一頁。其後，心妍再一次為歌迷帶來將於來年重啟巡迴演唱會的好消息。
2024年1月12日，心妍把兩年前於香港體育館舉行的《關心妍 約 20周年演唱會》完整地移師至廣州中山紀念堂，當晚座無虛席，其中更有一位歌迷刻意從日本趕去捧場。翌日，繼《展信快樂》後，另一首悲情國語單曲《唱到痛的情歌》亦正式上架。

## 音樂作品

### 專輯
曲目內粗體為派台歌
| 專輯 # | 專輯名稱           | 專輯類型 | 唱片公司          | 發行日期       | 曲目 |
| ------ | ------------------ | -------- | ----------------- | -------------- | --- |
| 1st    | Jade-1             | 大碟     | BMA               | 2002年7月3日   | 曲目 - CD 1. 負擔不起 2. 浮生花園 3. 無話再講 4. 亂了情人（Latino mix）（國語） 5. 仍想念你 6. 泡沫 7. 復合 8. 心安理得 9. 考驗（國語） 10. Hope it is not too late（英語） 11. 亂了情人（國語） - 特別版VCD 1. 負擔不起 MV 2. 無話再講 MV 3. 亂了情人 MV 4. 仍想念你 MV 5. 考驗 MV                                                             |
| 2nd    | Jade-2             | 大碟     | BMA               | 2002年12月20日 | 曲目 - CD 1. 你有心 2. 手下敗將 3. 逃亡 4. 蜻蜓 5. 怎麼會愛上這個人 6. 辛苦大家 7. 音樂女神（國語） 8. 完舞曲 9. 流星 10. 數手指 11. 你有心（劇場版） - 特別版CD 1. 特別鳴謝（與蕭正楠合唱） 2. Without You（英語） - 特別版VCD 1. 你有心 MV 2. 手下敗將 MV 3. 蜻蜓 MV                                                                          |
| 3rd    | Jade-3 關心...心妍 | 大碟     | BMA               | 2003年4月16日  | 曲目 - CD 1. 關心…心妍 2. 優先訂座 3. 惡女掌門人 4. 甜美謊言 5. 戰爭不是答案（國語） 6. 我太強 7. 是誰（國語） 8. 愛與被愛 9. 一眼看穿 10. 一起感動過（與余宜發合唱） 11. Peace No War（英語） - VCD 1. Peace No War MV - Powerful Pack VCD 1. Jade Macau Tower（收錄關心妍攀登澳門旅遊觀光塔創舉之片段） 2. Making of Macau Tower 3. 我太強 MV |
| 4th    | Jade Forward       | 大碟     | BMA               | 2003年11月26日 | 曲目 1. 假使我漂亮 2. 接受現實 3. 放生 4. 劍尖碰上我的心 5. 寶馬 6. 無罪釋放 7. 命中率 8. 拖男帶女 9. 開一半口 10. 秋來秋去 11. 拈花惹草（與陳慧嫻合唱） |
| 5th    | The 5th Element    | 大碟     | BMA               | 2005年1月7日   | 曲目 - CD 1. 高竇 2. 終點（國語） 3. 慘得過我 4. 太陽雨（國語） 5. JK25 6. 思念（國語） 7. 來者不拒 8. 同桌的你（國語） 9. 突然遺失 10. 貓咪（國語） 11. 算 - VCD 1. 慘得過我 MV 2. 好得過我 MV |
| 6th    | Jade Loves...      | 大碟     | BMA               | 2006年5月3日   | 曲目 - CD 1. Jade Loves…（音樂） 2. 玉石樂隊 3. 三毛流浪記 4. 讚 5. 眼中桃花 6. 白先勇 7. A message for you（音樂） 8. 蟬 9. 粉筆字 10. 差一分鐘（十時） 11. The story of peach blossom（音樂） 12. Ring my bell（英語） 13. 桃花眼（國語） 14. 鉛筆字（國語） 15. When Jade meets Jade（音樂） - VCD 1. 粉筆字 MV 2. 玉石樂隊 MV 3. 鉛筆字 MV  |
| 7th    | Lost & Found       | 大碟     | BMA               | 2007年7月20日  | 曲目 - CD 1. 如何離開你 2. 指南針 3. 甚麼都不愛 4. 童話太美 5. 任君選擇 6. 身為女人 7. 送舊迎新 8. 地球兄弟（國語） 9. 愛你很難（國語） 10. 指南針 Acoustic Version - VCD 1. Lost & Found 音樂電影 2. 如何離開你 MV 3. 送舊迎新 MV 4. 任君選擇 MV 5. 地球兄弟 MV 6. 愛你很難 MV                                                                 |
| 8th    | 最愛 Jade.i        | 大碟     | BMA               | 2008年5月28日  | 曲目 - CD 1. 毋忘我 2. 愛 簡約 3. 三心人 4. 龐貝‧21 世紀 5. I'm OK 6. 傘子 7. 如有雷同 8. 放心 9. 人生不枉錯過 10. 沿途有你 - VCD 1. 毋忘我 MV 2. 放心 MV 3. 愛 簡約 MV 4. 龐貝‧21 世紀 MV |
| 9th    | 妍亮               | 大碟     | Jade Star Limited | 2009年9月10日  | 曲目 1. 世代之初（feat. 歐陽靖） 2. 這是什麼道理 3. 愛是不保留 4. 沒有袮那有我 5. 愛若微風 6. 得意妹 7. 總有一天 8. 挪亞方舟 9. 應許之國 10. 天使在左右 11. 等候耶和華的人（國語） 12. We will worship（英語） |
| 10th   | A New Beginning    | 大碟     | 星煥國際          | 2010年10月11日 | 曲目 - CD 1. 重新出發 2. 另一個舞台 3. 以身試愛 4. 仇人 5. 夢飛行 6. 拾年（國語） 7. 自己的童話 8. 令我死心 9. 愛將 10. Take Me There 11. 情歌 - DVD 1. Making of 重新出發 2. 重新出發 MV |
| 11th   | 仍然               | EP       | 星娛樂            | 2012年1月20日  | 曲目 - CD 1. 仍然 2. 在你名下（Jade Sings 關心妍演唱會2012主題曲） 3. 今次 4. 要害 - DVD 1. 仍然 MV |
| 12th   | Pause              | 大碟     | 星娛樂            | 2012年10月12日 | 曲目 - CD 1. 失戀哲理 2. 不要廢話 3. 今次 4. 自問自答 5. 要害 6. 白費 7. 仍然 8. 我們都自私 9. 失戀哲理 (劇場版) - DVD 1. 失戀哲理 MV |
| 13th   | C-12               | EP       | 星娛樂            | 2014年6月5日   | 曲目 1. 揀一個死法 2. 被注射 3. 愈來愈正常 4. 罪名 |
| 14th   | Smile              | EP       | 星娛樂            | 2016年8月10日  | 曲目 CD 1 1. Smile CD 2 1. 關家姐 2. 人生銀行 3. 空心人 4. 像我這樣的一個雅茲迪女子 |
| 15th   | Emergence          | EP       | MONO晧星文化      | 2021年12月17日 | 曲目 1. 腍 2. 愛的告別式 3. 原諒的力量 4. 那些傷我也有過 5. 新約 6. 原諒的力量（Remix） 7. 時刻（國） |

### 精選專輯
曲目內粗體為派台歌
| 專輯 # | 專輯名稱             | 專輯類型       | 發行日期       | 曲目 |
| ------ | -------------------- | -------------- | -------------- | --- |
| 1st    | 秘密花園（國語專輯） | 新曲及精選專輯 | 2003年10月31日 | 曲目 1. 秘密花園（新曲） 2. 捉不住的一個人（新曲） 3. 沒有人可以沒有愛（新曲） 4. 自覺（新曲） 5. 收復失地（新曲） 6. 音樂女神 7. 考驗 8. 亂了情人 9. 戰爭不是答案 10. 是誰 11. Peace No War（英語） 12. Hope it is not too late（英語） |
| 2nd    | Jade Birthday Kit    | 新曲及精選專輯 | 2004年8月18日  | 曲目 - Disc 1 1. 髮調橙（新曲） 2. 無痛失戀（新曲） 3. 有生之年（新曲） 4. 負擔不起 5. 亂了情人（國語） 6. 無話再講 7. 仍想念你 8. 考驗（國語） 9. 手下敗將 10. 怎麼會愛上這個人 11. 你有心 12. 音樂女神（國語） 13. 完舞曲 - Disc 2 1. 特別鳴謝 2. 我太強 3. 優先訂座 4. 關心…心妍 5. 是誰（國語） 6. 戰爭不是答案（國語） 7. 放生 8. 無罪釋放 9. 假使我漂亮 10. 寶馬 11. 劍尖碰上我的心 12. 接受現實 |
| 3rd    | 說                   | 新曲及精選專輯 | 2014年11月20日 | 曲目 1. 逆來順受（新曲） 2. 在你名下 3. 仍然 4. 失戀哲理 5. 手下敗將 6. 白費 7. 負擔不起 8. 仍想念你 9. 你有心 10. 我太强 11. 放生 12. 特別鳴謝 (蕭正楠合唱) 13. 優先訂座 14. 關心...心妍 15. 假使我漂亮 16. 無罪釋放 |

### 現場及音樂錄像
| 專輯名稱                          | 發行日期                                    | 曲目 |
| --------------------------------- | ------------------------------------------- | --- |
| 關心妍“說”演唱會 2014             | 2015年7月14日                               | 曲目 Disc 1 1. Opening Medley: 優先訂坐 / 假使我漂亮 / 無罪釋放 / 無話再講 / 負擔不起 2. 玉石樂隊 3. 如有雷同 4. 慘得過我 5. 手下敗將 6. 拈花惹草 (鄭欣宜合唱) 7. 愛是不保留 8. 今日 9. 以身試愛 10. 龐貝21世紀 Disc 2 1. 罪名 2. Medley: 被注射 / 愈來愈正常 3. 揀一個死法 4. 逆來順受 5. 無痛失戀 6. 我太強 7. 放生 8. 關心…心妍 9. 仍然 10. 仍想念你 11. 你有心 |
| Jade I Am Ready 關心妍演唱會 2004 | 2004年3月19日，CD 2004年4月17日，VCD 及 DVD | 曲目 Disc 1 1. Overture + I Am Ready 2. "Jade Meets East" Medley：完舞曲 + 亂了情人 + 蜻蜓 + 劍尖碰上我的心 3. 負擔不起 4. 無罪釋放 5. 考驗 6. 假使我漂亮 7. 接受現實 8. 轉（傅珮嘉演唱） 9. 踩鋼線 + 借借（傅珮嘉、大頭佛、方樹樑演唱及合奏） 10. 「Jade Meets West」Medley: Lady Marmalade + I Feel the Earth Move + That's The Way (I Like It) 11. Jade is Getting Ready.... 後台明媚風光（VCD） Disc 2 1. 優先訂座 2. 手下敗將 3. 你令我快樂過（呂方、關心妍合唱） 4. 同是寂寞人（呂方演唱） 5. The Game of Love 6. Can't Get You Out of My Head 7. White Flag 8. Without You 9. 我太強 10. 放生 11. 關心…心妍 12. 你有心 13. I Believe in Music 14. Jade is Getting Ready.... 後台明媚風光（DVD） Disc 2 Bonus Track（只收錄於 CD） 1. I Am Ready（Studio version） 2. 重要關頭（呂方、關心妍合唱） |
| 心愛、心妍 Karaoke                | 2003年8月29日                               | 曲目 1. 優先訂座 2. 你有心 3. 負擔不起 4. 特別鳴謝（蕭正楠、關心妍合唱） 5. 手下敗將 * 6. 怎麼會愛上這個人 * 7. 亂了情人 8. 考驗 9. 蜻蜓 * 10. 仍想念你 11. Peace No War 12. 無話再講 13. 完舞曲 * 14. 浮生花園（白光） 15. 戰爭不是答案 （*）「關心妍 Jade-1 音樂會」片段 |

### 其他歌曲
- 《啟示》（福音電影《挪亞方舟 驚世啟示2》主題曲）
- 《十年一會》（與葉文輝合唱) (新城電台卡拉 O! FACE 海盜啤廣播劇《飛躍十年》主題曲，收錄於《海盜啤Sound Track》）
- 《誰叫我喜歡你》（《陳輝陽 十二金釵眾生花》內的音樂短劇「Homo Sapiens」之主題曲）[18]
- 《尋找伊甸》（「科技與樂章 譜出創意無限愛」音樂錄像比賽 - 第六首主題歌曲）[19]
- 《心妍‧心言》（給歌迷的心聲）[20]
- 《不死的情人》（電影《沒有你，沒有我》插曲）
- 《Supper Kiss》（電影《沒有你，沒有我》插曲）
- 《是夜不是夜》（新城電台《是夜不是夜》主題曲）
- 《I Am Ready》（Jade I Am Ready 關心妍演唱會 2004主題曲）
- 《Hope it is not too late》（電影《愛情白麵包》主題曲）
- 《他不愛我亦不愛你》（於2008年尾派台，並未收錄於任何專輯）
- 《沒，關係》（歌曲《失戀哲理》國語版，微電影《沒，關係》主題曲）
- 《極吸引》
- 《這是什麼道理》[21]
- 《關家姐》（2004年高登討論區「關心妍搞到我家姐無左份工」潮文導致其毀譽一事）[22]

### 創作作品
| 歌曲名稱           | 負責部分   | 專輯名稱                                                    |
| 《愛將》           | 作曲       | 《A New Beginning》                                         |
| 《拾年》           | 作曲、填詞 | 《A New Beginning》                                         |
| 《世代之初》       | 作曲       | 《妍亮Shine》                                               |
| 《等候耶和華的人》 | 作曲、填詞 | 《妍亮Shine》                                               |
| 《I'm OK》         | 作曲       | 《最愛Jade.i》                                              |
| 《總有一天》       | 作曲       | 《妍亮Shine》、《美麗傳奇 IV - 守望你》（福音歌曲精選大碟） |
| 《讚》             | 作曲       | 《Jade Loves…》                                             |
| 《心妍‧心言》      | 作曲、填詞 |                                                             |
| 《拖男帶女》       | 作曲       | 《Jade Forward》                                            |
| 《接受現實》       | 作曲、填詞 | 《Jade Forward》                                            |
| 《捉不住的一個人》 | 作曲、填詞 | 《秘密花園》                                                |
| 《關心…心妍》      | 作曲       | 《Jade-3關心…心妍》                                         |
| 《辛苦大家》       | 作曲       | 《Jade-2》                                                  |
| 《蜻蜓》           | 作曲、填詞 | 《Jade-2》                                                  |
| 《仍想念你》       | 作曲、填詞 | 《Jade-1》                                                  |
| 《米奇與米妮》     | 作曲       | 《Ever Last》（李克勤個人大碟）                             |
| 《好不好的情人》   | 作曲、填詞 | 第四屆加拿大中文歌曲創作大賽入圍作品                        |
| 《愛的告別式》     | 作曲、監製 | 《Emergence》                                               |
| 《約》             | 作曲       |                                                             |

### 派台歌曲成績
| 派台歌曲成績（四台）  | 派台歌曲成績（四台）     | 派台歌曲成績（四台） | 派台歌曲成績（四台） | 派台歌曲成績（四台） | 派台歌曲成績（四台） | 派台歌曲成績（四台）                            | 派台歌曲成績（四台）                                                                                    |      |
| --------------------- | ------------------------ | -------------------- | -------------------- | -------------------- | -------------------- | ----------------------------------------------- | --- | ---- |
| 唱片                  | 歌曲                     | 903                  | RTHK                 | 997                  | TVB                  | 備註                                            | 備註 |      |
| 2002年                |                          |                      |                      |                      |                      |                                                 | |      |
| Jade-1                | 亂了情人（國）           | 7                    | 3                    | 5                    | 3                    | 出道作品                                        | 出道作品                                                                                                |      |
| Jade-1                | 負擔不起                 | 3                    | 6                    | 3                    | 5                    |                                                 | |      |
| Jade-1                | 無話再講                 | -                    | -                    | 10                   | 7                    |                                                 | |      |
| Jade-1                | 考驗                     | 16                   | -                    | -                    | -                    |                                                 | |      |
| Jade-2                | 你有心                   | 6                    | 1                    | 2                    | 1                    |                                                 | |      |
| 2003年                |                          |                      |                      |                      |                      |                                                 | |      |
| Jade-2（特別版）      | 特別鳴謝                 | 10                   | 1                    | 1                    | 4                    | 與蕭正楠合唱                                    | 與蕭正楠合唱                                                                                            |      |
| Jade-3 關心...心妍    | 優先訂座                 | 1                    | 1                    | 1                    | 1                    | 首支四台冠軍歌                                  | 首支四台冠軍歌                                                                                          |      |
| Jade-3 關心...心妍    | 我太強                   | 3                    | 12                   | 3                    | 9                    |                                                 | |      |
| 情意結 / Jade Forward | 拈花惹草                 | 16                   | 1                    | 1                    | 2                    | 與陳慧嫻合唱                                    | 與陳慧嫻合唱                                                                                            |      |
| Jade Forward          | 放生                     | 8                    | 1                    | 1                    | 2                    | 另派Christmas Mix版本                           | 另派Christmas Mix版本                                                                                   |      |
| Jade Forward          | 假使我漂亮               | 13                   | 3                    | 1                    | 1                    |                                                 | |      |
| 2004年                |                          |                      |                      |                      |                      |                                                 | |      |
| Birthday Kit          | 髮調橙                   | 6                    | 3                    | 1                    | 1                    |                                                 | |      |
| Birthday Kit          | 無痛失戀                 | 13                   | 11                   | 5                    | 10                   |                                                 | |      |
| The 5th Element       | 慘得過我                 | 9                    | 3                    | 2                    | 3                    |                                                 | |      |
| 2005年                |                          |                      |                      |                      |                      |                                                 | |      |
| The 5th Element       | 高竇                     | 19                   | 14                   | -                    | 6                    |                                                 | |      |
| 妍亮                  | 挪亞方舟                 | -                    | 12                   | -                    | -                    |                                                 | |      |
| 2006年                |                          |                      |                      |                      |                      |                                                 | |      |
| Jade Loves...         | 粉筆字                   | 16                   | 1                    | 2                    | 1                    |                                                 | |      |
| Jade Loves...         | 玉石樂隊                 | 2                    | 1                    | 1                    | 2                    |                                                 | |      |
| Jade Loves...         | 三毛流浪記               | -                    | -                    | 8                    | -                    |                                                 | |      |
| 2007年                |                          |                      |                      |                      |                      |                                                 | |      |
| Lost & Found          | 指南針                   | -                    | 10                   | 5                    | -                    |                                                 | |      |
| Lost & Found          | 送舊迎新                 | -                    | 10                   | 4                    | 1                    |                                                 | |      |
| Lost & Found          | 如何離開你               | 20                   | 1                    | 3                    | 2                    |                                                 | |      |
| 2008年                |                          |                      |                      |                      |                      |                                                 | |      |
| 這一刻 (BMA 群星)     | 黃金屋                   | -                    | -                    | -                    | -                    | 與周麗淇、V、余翠芝、謝文雅、文彼得、車婉婉合唱 | 與周麗淇、V、余翠芝、謝文雅、文彼得、車婉婉合唱                                                         |      |
| 最愛 Jade.i           | 毋忘我                   | 16                   | 8                    | 2                    | 1                    |                                                 | |      |
| 最愛 Jade.i           | 龐貝‧21世紀              | 16                   | 1                    | 2                    | 1                    |                                                 | |      |
| 最愛 Jade.i           | 如有雷同                 | -                    | -                    | -                    | -                    |                                                 | |      |
|                       | 他不愛我亦不愛你         | -                    | -                    | 2                    | -                    |                                                 | |      |
| 2009年                |                          |                      |                      |                      |                      |                                                 | |      |
| 妍亮                  | 世代之初                 | -                    | -                    | -                    | -                    | Featuring MC Jin                                | Featuring MC Jin                                                                                        |      |
| 2010年                |                          |                      |                      |                      |                      |                                                 | |      |
| A New Beginning       | 重新出發                 | -                    | 1                    | 1                    | 2                    |                                                 | |      |
| A New Beginning       | 以身試愛                 | 16                   | 1                    | 1                    | 4                    |                                                 | |      |
| 2011年                |                          |                      |                      |                      |                      |                                                 | |      |
| A New Beginning       | 另一個舞台               | -                    | -                    | 4                    | -                    |                                                 | |      |
| 仍然                  | 仍然                     | -                    | 1                    | 1                    | 1                    | 三台冠軍歌                                      | 三台冠軍歌                                                                                              |      |
| 2012年                |                          |                      |                      |                      |                      |                                                 | |      |
| 仍然                  | 在你名下                 | -                    | 1                    | 1                    | 1                    | 三台冠軍歌                                      | 三台冠軍歌                                                                                              |      |
| Pause                 | 失戀哲理                 | -                    | 3                    | 1                    | 1                    | 另派劇場版版本                                  | 另派劇場版版本                                                                                          |      |
| Pause                 | 白費                     | -                    | -                    | 4                    | 1                    |                                                 | |      |
| 2013年                |                          |                      |                      |                      |                      |                                                 | |      |
|                       | 不要怕‧只要愛            | -                    | -                    | -                    | -                    | 與曾路得、張崇基、張崇德合唱                    | 與曾路得、張崇基、張崇德合唱                                                                            |      |
| 2014年                |                          |                      |                      |                      |                      |                                                 | |      |
| C-12                  | 罪名                     | -                    | 11                   | 3                    | -                    | 以C-12身分推出                                  | 以C-12身分推出                                                                                          |      |
| 說                    | 逆來順受                 | 2                    | 1                    | 3                    | 2                    |                                                 | |      |
| 2015年                |                          |                      |                      |                      |                      |                                                 | |      |
| Smile                 | 關家姐                   | 12                   | 3                    | 2                    | 3                    |                                                 | |      |
| Smile                 | 人生銀行                 | 17                   | 15                   | 1                    | 1                    | 新城勁爆勵志‧兒歌榜：1 新城「音樂先鋒榜」：5    | 新城勁爆勵志‧兒歌榜：1 新城「音樂先鋒榜」：5                                                            |      |
| 2016年                |                          |                      |                      |                      |                      |                                                 | |      |
| Smile                 | 像我這樣的一個雅茲迪女子 | -                    | -                    | 8                    | -                    |                                                 | |      |
| Smile                 | 空心人                   | -                    | -                    | 2                    | 8                    |                                                 | |      |
| Smile                 | Smile                    | -                    | -                    | 4                    | -                    |                                                 | |      |
| 2019年                |                          |                      |                      |                      |                      |                                                 | |      |
| Emergence             | 時刻（國）               | -                    | -                    | 13                   | -                    |                                                 | |      |
| 派台歌曲成績（五台）  |                          |                      |                      |                      |                      |                                                 | |      |
| 唱片                  | 歌曲                     | 903                  | RTHK                 | 997                  | TVB                  | ViuTV                                           | 備註 | 備註 |
| 2021年                |                          |                      |                      |                      |                      |                                                 | |      |
| Emergence             | 腍                       | 18                   | 7                    | 4                    | 8                    | -                                               | 「療癒的步驟」第一部曲 另派Featuring CY陳澤言版本 加拿大至 HIT 中文歌曲排行榜：11（Feat. CY陳澤言版本） |      |
| Emergence             | 愛的告別式               | 13                   | 7                    | 8                    | 1                    | -                                               | 「療癒的步驟」第二部曲                                                                                  |      |
| Emergence             | 原諒的力量               | -                    | 12                   | -                    | -                    | -                                               | 「療癒的步驟」第三部曲 另派Remix版版本                                                                  |      |
| Emergence             | 那些傷我也有過           | -                    | 10                   | -                    | -                    | ×                                               | |      |
| 2022年                |                          |                      |                      |                      |                      |                                                 | |      |
|                       | 約                       | 10                   | 1                    | -                    | ×                    | -                                               | 「關心妍Jade Kwan約20周年演唱會」主題曲 加拿大至 HIT 中文歌曲排行榜：11                                 |      |
| 2023年                |                          |                      |                      |                      |                      |                                                 | |      |
|                       | 再見關惠文               | -                    | 3                    | 16                   | ×                    | ×                                               | |      |

| 各台冠軍歌總數 | 各台冠軍歌總數 | 各台冠軍歌總數 | 各台冠軍歌總數 | 各台冠軍歌總數 | 各台冠軍歌總數    | 各台冠軍歌總數    | 各台冠軍歌總數 |
| -------------- | -------------- | -------------- | -------------- | -------------- | ----------------- | ----------------- | -------------- |
| 四台           | 903            | RTHK           | 997            | TVB            | 備註              | 備註              |                |
| 四台           | 1              | 15             | 13             | 14             | 四台冠軍歌總數：1 | 四台冠軍歌總數：1 |                |
| 五台           | 903            | RTHK           | 997            | TVB            | ViuTV             | 備註              |                |
| 五台           | 0              | 1              | 0              | 1              | 0                 | 五台冠軍歌總數：0 |                |

- （*）表示仍在榜上
- （-）未能上榜
- （×）代表沒有派往該台

## 演出作品

### 香港個人演唱會
| 紅磡香港體育館     | 紅磡香港體育館                         | 紅磡香港體育館 | 紅磡香港體育館 | 紅磡香港體育館                   | 紅磡香港體育館 | 紅磡香港體育館 |
| ------------------ | -------------------------------------- | -------------- | -------------- | -------------------------------- | -------------- | -------------- |
| 日期               | 演唱會名稱                             | 場數           | 主題曲         | 備註                             |                |                |
| 2004年2月20至21日  | Jade I Am Ready 關心妍演唱會2004       | 2              | 《I Am Ready》 | 首次於紅磡體育館舉辦個人演唱會   |                |                |
| 2012年1月20日      | 關心妍 Jade Sings 演唱會2012           | 1              | 《在你名下》   |                                  |                |                |
| 2022年6月4至5日    | 關心妍 約 20周年演唱會                 | 2              | 《約》         | 首次於紅磡體育館舉辦四面台演唱會 |                |                |
| 2023年4月20日      | 關心妍 SHiNE 妍亮福音慈善演唱會        | 1              | 不適用         |                                  |                |                |
| 理工大學綜藝館     |                                        |                |                |                                  |                |                |
| 2002年12月12日     | 關心妍 Jade-1 音樂會                   | 1              | 不適用         | 首個個人音樂會                   |                |                |
| 九龍灣國際展貿中心 |                                        |                |                |                                  |                |                |
| 2006年6月23日      | 關心妍 Jade Loves... 音樂會            | 1              | 不適用         |                                  |                |                |
| 2012年9月21日      | Neway Music Live關心妍音樂會           | 1              | 不適用         | 與Neway合作                      |                |                |
| 2014年11月28至29日 | 關心妍 說 演唱會2014                   | 2              | 不適用         |                                  |                |                |
| 伊利沙伯體育館     |                                        |                |                |                                  |                |                |
| 2009年9月10至12日  | Shining as Star「妍」亮生命 音樂佈道會 | 3              | 不適用         |                                  |                |                |

### 其他演唱會及音樂會
| 關心妍其他演唱會及音樂會列表 | 關心妍其他演唱會及音樂會列表            | 關心妍其他演唱會及音樂會列表 | 關心妍其他演唱會及音樂會列表 | 關心妍其他演唱會及音樂會列表 |
| ---------------------------- | --------------------------------------- | ---------------------------- | ---------------------------- | ---------------------------- |
| 日期                         | 演唱會名稱                              | 場數                         | 場地                         | 備註                         |
| 2003年3月2日                 | Edwin 觸動心妍音樂會                    | 1                            | 大學會堂                     | 與蕭正楠合作                 |
| 2004年10月17日               | Jade I Am Ready 關心妍慈善音樂劇        | 1                            | 加拿大溫哥華                 | 遠赴加拿大義演               |
| 2015年10月31日               | 關心妍 說 演唱會2015 澳門站             | 1                            | 澳門百老匯                   | 首次於澳門舉辦個人演唱會     |
| 2019年7月13日                | 關心妍時刻觸動演唱會2019 廣州站         | 1                            | 廣州中山紀念堂               | 首次於內地舉辦個人演唱會     |
| 2019年12月28日               | 關心妍時刻觸動演唱會2019 東莞站         | 1                            | 寶安體育館                   |                              |
| 2023年11月4至5日             | 關心妍 妍亮福音慈善演唱會2023 三藩市站  | 2                            | Fox Theatre                  |                              |
| 2024年1月12日                | 關心妍約22週年巡迴演唱會2024 廣州站     | 1                            | 廣州中山紀念堂               |                              |
| 2024年3月16日                | 關心妍約22週年巡迴演唱會2024 佛山站     | 1                            | 嶺南明珠訓練館               |                              |
| 2024年3月30日                | 關心妍澳門演唱會                        | 1                            | 百老匯舞台                   |                              |
| 2024年6月29日                | 關心妍約22週年巡迴演唱會2024 東莞站     | 1                            | 東莞體育館                   |                              |
| 2024年8月10日                | 關心妍約22週年巡迴演唱會2024 江門站     | 1                            | 江門體育中心體育館           |                              |
| 2024年10月19日               | 關心妍 妍亮生命演唱會 天津站            | 1                            | 武清影劇院                   |                              |
| 2025年4月12日                | 關心妍約22週年巡迴演唱會2025 佛山南海站 | 1                            | 南海體育館                   |                              |

### 電視短劇／網劇／微電影／電台廣播劇
無綫電視短劇
- 富豪海灣非凡情緣 - 三千六百五十二天的思念（與黃凱芹合演）[30]

Now.com.hk 網劇
- 吻了再說（與蕭正楠合演）[28]

微電影
- 沒，關係（自編自導自演）

電台廣播劇
- 毋忘我（商台廣播劇）
- 拖男帶女（香港電台廣播劇）
- 尋覓四分三世紀幸福鑽環（新城電台廣播劇）
- 我是咖啡你是茶（新城電台廣播劇，與葉文輝合演）
- 隨碟附送 愛人1個（新城電台廣播劇）
- 海盜啤廣播劇系列之飛躍十年（新城電台廣播劇，與葉文輝合演）
- 生人勿近死人習作事務所二（香港電台廣播劇）[31]

毛記電視
- 青竹樹下（勁曲金曲冠軍歌）

## 其他作品

### 書籍
- 《迷失與尋回》（2007年7月）[32]
- 《七宗罪 (小說)》（飾演 妒忌）（2013年7月）

### 寫真集
- 《Jade Kit 音樂寫真》平裝版／精裝版（2004年7月24日）[33]

### 以她為題材的流行曲
- 《關心菊英》（樂隊ToNick主唱，2009年）

### 被其他歌手翻唱的流行曲
- 《算》（徐澔韋主唱，2019年）

## 獎項

### 音樂
1999年度
- 新秀歌唱大賽溫哥華選拔賽 - 亞軍
- 新秀歌唱大賽溫哥華選拔賽 - 最佳台風獎
- 第18屆全球華人新秀歌唱大賽 加拿大總決賽 - 冠軍
- 第18屆全球華人新秀歌唱大賽 全球總決賽 - 最具潛質獎

2002年度
- 2002年勁歌金曲第二季季選 - 季選最具潛質新人
- 新城勁爆頒獎禮2002 - 新城勁爆新登場女歌手
- 新城勁爆頒獎禮2002 - 我最喜愛的現場演繹新登場女歌手
- 2002年度叱咤樂壇流行榜頒獎典禮 - 叱吒樂壇生力軍女歌手 金獎
- 2002年度十大勁歌金曲頒獎典禮 - 最受歡迎國語歌曲獎 銅獎《亂了情人》
- 2002年度十大勁歌金曲頒獎典禮 - 最受歡迎新人獎（女）金獎
- 第二十五屆十大中文金曲頒獎音樂會 - 最有前途新人獎（女歌手）金獎
- IFPI香港唱片銷量大獎2002 - 最暢銷本地女新人
- 〈音樂先鋒榜〉2002年度頒獎典禮 - 年度（香港）最佳女新人獎 金獎

2003年度
- 新城國語力頒獎禮2003 - 新城國語新勢力女歌手
- 第三屆全球華語歌曲排行榜 - 最受歡迎女新人獎 銅獎
- 2003年勁歌金曲第一季季選 - 得獎歌曲《你有心》
- 2003年勁歌金曲第一季季選 - 季選最佳合唱歌曲《特別鳴謝》（與蕭正楠合唱）
- 2003年勁歌金曲第二季季選 - 得獎歌曲《優先訂座》
- 2003年勁歌金曲第三季季選 - 得獎歌曲《我太強》
- 2003年勁歌金曲第三季季選 - 季選最佳合唱歌曲《拈花惹草》（與陳慧嫻合唱）
- 2003年勁歌金曲第四季季選 - 季選最佳廣告歌曲《放生》
- 第二十六屆十大中文金曲頒獎音樂會 - 優秀流行歌手大獎
- 第二十六屆十大中文金曲頒獎音樂會 - 飛躍大獎（女歌手）銅獎
- 2003年度四台聯頒音樂大獎 - 卓越表現大獎 銀獎
- 新城勁爆頒獎禮2003 - 新城勁爆歌曲《你有心》
- 新城勁爆頒獎禮2003 - 新城勁爆合唱歌曲《特別鳴謝》（與蕭正楠合唱）
- 新城勁爆頒獎禮2003 - 新城勁爆人氣女歌手
- 2003年度十大勁歌金曲頒獎禮 - 最受歡迎合唱歌曲獎 金獎《特別鳴謝》（與蕭正楠合唱）
- 第1屆「勁歌王」全球華人樂壇音樂盛典 - 粵語金曲獎《優先訂座》
- 第1屆「勁歌王」全球華人樂壇音樂盛典 - 香港傑出青年歌手獎
- 加拿大至HIT中文歌曲排行榜2003年度總選 - 全國推崇十大歌曲（粵語）《放生》

2004年度
- 2004勁歌金曲優秀選第一回 - 得獎歌曲《假使我漂亮》
- 2004勁歌金曲優秀選第二回 - Phone投歌曲獎《髮調橙》
- 2004年金曲金榜頒獎禮 - 歌曲獎《髮調橙》
- 2004年金曲金榜頒獎禮 - 人氣女歌手獎
- 新城勁爆頒獎禮2004 - 新城勁爆歌曲《假使我漂亮》
- 2004年度四台聯頒音樂大獎 - 卓越表現大獎 金獎
- 2004年度十大勁歌金曲頒獎禮 - 2004年度傑出表現獎 銅獎
- 第2屆「勁歌王」全球華人樂壇音樂盛典 - 國語金曲獎《終點》
- 第2屆「勁歌王」全球華人樂壇音樂盛典 - 粵語金曲獎《無痛失戀》
- 第2屆「勁歌王」全球華人樂壇音樂盛典 - 香港傑出青年歌手獎
- 〈音樂先鋒榜〉2004年度頒獎典禮 - 最具人氣歌手
- 〈音樂先鋒榜〉2004年度頒獎典禮 - 香港地區十大金曲《無痛失戀》

2006年度
- 2006年度雪碧中國原創音樂流行榜 - 季選港台金曲獎《玉石樂隊》

2007年度
- 2007勁歌金曲優秀選第二回 - 得獎歌曲《如何離開你》
- 新城勁爆頒獎禮2007 - 新城勁爆歌曲《如何離開你》
- 新城勁爆頒獎禮2007 - 新城勁爆原創歌曲《如何離開你》
- RoadShow至尊音樂頒獎禮2007 - RoadShow至尊歌曲《如何離開你》
- 2007年度十大勁歌金曲頒獎禮 - 2007年度傑出表現獎 銀獎

2008年度
- 2008勁歌金曲優秀選第一回 - 得獎歌曲《毋忘我》
- 2008勁歌金曲優秀選第二回 - 得獎歌曲《龐貝‧21 世紀》
- 新城勁爆頒獎禮2008 - 新城勁爆歌曲《龐貝．21 世紀》
- 2008年度十大勁歌金曲頒獎禮 - 十大勁歌金曲獎《龐貝‧21 世紀》
- 2008年 翡翠歌星賀台慶－最佳造型女歌星獎

2010年度
- 第7屆「勁歌王」全球華人樂壇音樂盛典 - 粵語金曲獎《重新出發》
- 華語金曲獎2010 - 優秀演繹歌手
- 2010勁歌金曲優秀選第二回 - 得獎歌曲《重新出發》
- 2010勁歌金曲優秀選第三回 - 得獎歌曲《以身試愛》
- 新城勁爆頒獎禮2010 - 新城勁爆歌曲《以身試愛》
- 新城勁爆頒獎禮2010 - 新城勁爆演繹大獎
- 新城勁爆頒獎禮2010 - 新城勁爆女歌手
- 第三十三屆十大中文金曲頒獎音樂會 - 十大中文金曲《以身試愛》
- 2010年度十大勁歌金曲頒獎典禮 - 最受歡迎改編歌曲獎《重新出發》
- 〈音樂先鋒榜〉2010年度頒獎典禮 - 港台十大先鋒金曲《拾年》

2011年度
- 第8屆「勁歌王」全球華人樂壇音樂盛典 - 粵語金曲獎《仍然》
- 第8屆「勁歌王」全球華人樂壇音樂盛典 - 卓越表現大獎
- 2011勁歌金曲優秀選第三回 - 得獎歌曲《仍然》
- 新城勁爆頒獎禮2011 - 新城勁爆歌曲《仍然》
- 新城勁爆頒獎禮2011 - 新城勁爆女歌手
- 2011年度十大勁歌金曲頒獎禮 - 十大勁歌金曲獎《仍然》
- 2011年 香港傑出義工獎

2012年度
- 2012勁歌金曲優秀選第一回 - 得獎歌曲《在你名下》
- 2012勁歌金曲優秀選第二回 - 得獎歌曲《失戀哲理》
- YAHOO!搜尋人氣大獎2012 - 人氣歌曲《失戀哲理》
- 新城勁爆頒獎禮2012 - 新城勁爆歌曲《失戀哲理》
- 新城勁爆頒獎禮2012 - 新城勁爆女歌手
- 新城勁爆頒獎禮2012 - 新城勁爆演繹大獎
- 2012年度十大勁歌金曲頒獎禮 - 十大勁歌金曲獎《失戀哲理》
- 2012年 新浪微博HK樂壇流行榜頒獎典禮 年度女歌手金獎
- 2012年 香港十大傑出青年獎

2015年度
- 第二屆粵語歌曲排行榜頒獎典禮 - 最受歡迎歌曲獎《逆來順受》
- 2015勁歌金曲優秀選第二回 - 得獎歌曲《關家姐》
- 〈音樂先鋒榜〉2015年度頒獎典禮 - 港台十大先鋒金曲《人生銀行》
- 2015年度勁歌金曲頒獎禮 - 勁歌金曲獎《關家姐》
- 新城勁爆頒獎禮2015 - 新城勁爆亞洲歌手大獎
- 新城勁爆頒獎禮2015 - 新城數碼音樂台最欣賞歌曲《人生銀行》
- 新城勁爆頒獎禮2015 - 新城數碼音樂台最欣賞歌手（女歌手）

2016年度
- 《東周刊》香港服務大獎2016 慈善之星

2022年度
- VIP音樂榜頒獎典禮-VIP熱播原創歌曲大獎金獎《約》

### 其他
- 2005年 第四屆 PM 樂壇人氣歌曲獎《太陽雨》
- 2004年 Yahoo! HK 音樂十大人氣歌曲獎《無痛失戀》
- 2004年 第三屆 PM 樂壇金曲獎《無痛失戀》
- 2004年 第三屆 PM 人氣歌手奪標金曲獎《髮調橙》
- 2002年 第十四屆 CASH 流行曲創作大賽冠軍 - 徐繼宗（歌曲：《是誰》）
- 2002年 第十四屆 CASH 流行曲創作大賽網上及現場觀眾最喜愛歌曲獎《是誰》
- 2002年 HMV 中文唱片銷量榜冠軍
- 2002年 Yes! 女新人王
- 2002年 壹本便利娛樂新人王五大新人王
- 2002年 壹本便利娛樂新人王有聲有色大獎
- 2002年 e*plus 樂壇大晒女新人獎金獎
- 2002年 e*plus 新人巡禮最強新星大獎
- 2002年 e*plus 新人巡禮新人獎
- 2002年 PM 新勢力實力才華女新人
- 2002年 PM 新世紀夏日人氣歌手最具實力女新星
- 2002年 SHE.com 熱愛生活大獎
- 2002年 加洲紅熱點新紅人巡禮《淑女》新人
- 2002年 新城勁爆唱好新人巡禮現場優異表現獎

## 外部連結
- 關心妍的Instagram帳戶
- 關心妍的Facebook專頁
- YouTube上的關心妍頻道
- 關心妍及其國際歌迷會官方網站 （页面存档备份，存于）
- 關心妍所屬唱片公司
- 關心妍 Jacso 網誌 （页面存档备份，存于）
- 關心妍 Yahoo! 網誌 （页面存档备份，存于）
- 關心妍 Xanga 日記 （页面存档备份，存于）

| 前任： 盧春如 | 新秀歌唱大賽溫哥華選拔賽亞軍 1999年 | 繼任： 邱穟恆 |

| 前任： 祝釩剛 | 新秀歌唱大賽加拿大總決賽冠軍 1999年 | 繼任： 停辦 |